# Drosophila microdenticulata
Drosophila microdenticulata este o specie de muște din genul Drosophila, familia Drosophilidae, descrisă de Panigrahy și Gupta în anul 1983. Conform Catalogue of Life specia Drosophila microdenticulata nu are subspecii cunoscute.